# Sharpie
A Sharpie é uma empresa fabricante de canetas com sede em Downers Grove, Illinois, Estados Unidos, foi fundada em 1957, atualmente de propriedade da Newell Brands.